# Paula Gorycka
Paula Gorycka (* 5. November 1990 in Krakau) ist eine polnische Radrennfahrerin.

## Sportlicher Werdegang
Gorycka wuchs in Sucha Beskidzka auf, wo sie ideale Voraussetzungen fürs Mountainbikefahren fand. Als Juniorin wurde sie 2008 polnische Meisterin im Cross-Country (XCO) und im Bergfahren auf der Straße.
In der U23 stand sie dreimal auf dem Podium im UCI-Mountainbike-Weltcup, gewann zwei Bronzemedaillen bei Mountainbike-Weltmeisterschaften (2010, 2012) und eine Silbermedaille bei Europameisterschaften (2012). Sie wurde mehrfach U23-Landesmeisterin auf Mountainbike und Straße, 2012 gar polnische Elite-Meisterin im XCO. Bei den Olympischen Sommerspielen 2012 wurde sie kurzfristig nachnominiert, weil sich Maja Włoszczowska verletzt hatte; im Mountainbikerennen von London belegte sie den 22. Platz.
Nach dem Übergang in die Elite konnte Gorycka ihre internationalen Erfolge nicht fortsetzen. Bis 2023 gelangen ihr in der wichtigsten Disziplin, dem XCO, weder im Weltcup noch bei Welt- oder Europameisterschaften Top-20-Platzierungen. Zeitgleich studierte sie und machte einen Magister in Physiotherapie, 2017 wurde sie polnische Studentenmeisterin. Bei polnischen Meisterschaften in der Elite hatte sie von 2014 bis 2021 ein knappes Dutzend Podiumsplatzierungen im XCO sowie im Short Track (XCC) bzw. Marathon (XCM), bevor sie 2022 ihren zweiten Meistertitel feiern konnte. 2023 und 2024 schaffte sie das Double aus XCO und XCC. Zwölf Jahren nach ihrem ersten Einsatz vertrat sie Polen erneut im olympischen Mountainbikerennen, konnte es aber wegen Überrundung nicht beenden.
Im Straßenradsport absolvierte Gorycka gelegentliche Einsätze bei Etappenrennen wie der Belgium Tour oder Gracia Orlová mit der polnischen Nationalmannschaft. Nach 2016 beendete sie diese Aktivitäten. Im Winter fuhr sie gelegentliche Cyclocrossrennen und wurde 2014 polnische Meisterin dieser Disziplin; einmalig vertrat sie ihr Land 2015 bei den Cyclocross-Weltmeisterschaften.

## Erfolge

### Mountainbike
2008
 Polnische Meisterin – XCO (Junioren)
2010
 Weltmeisterschaften – XCO (U23)
2011
 Polnische Meisterin – XCO (U23)
2012
 Polnische Meisterin – XCO
 Europameisterschaften – XCO (U23)
 Weltmeisterschaften – XCO (U23)
2022
 Polnische Meisterin – XCO
2023
 Polnische Meisterin – XCO, XCC
2024
 Polnische Meisterin – XCO, XCC

### Straße
2008
 Polnische Meisterin – Bergfahren (Junioren)
2010
 Polnische Meisterin – Straßenrennen (U23)
 Polnische Meisterin – Bergfahren (U23)
2012
 Polnische Meisterin – Einzelzeitfahren (U23)

### Cyclocross
2014
 Polnische Meisterin – Cyclocross